# Uhudler

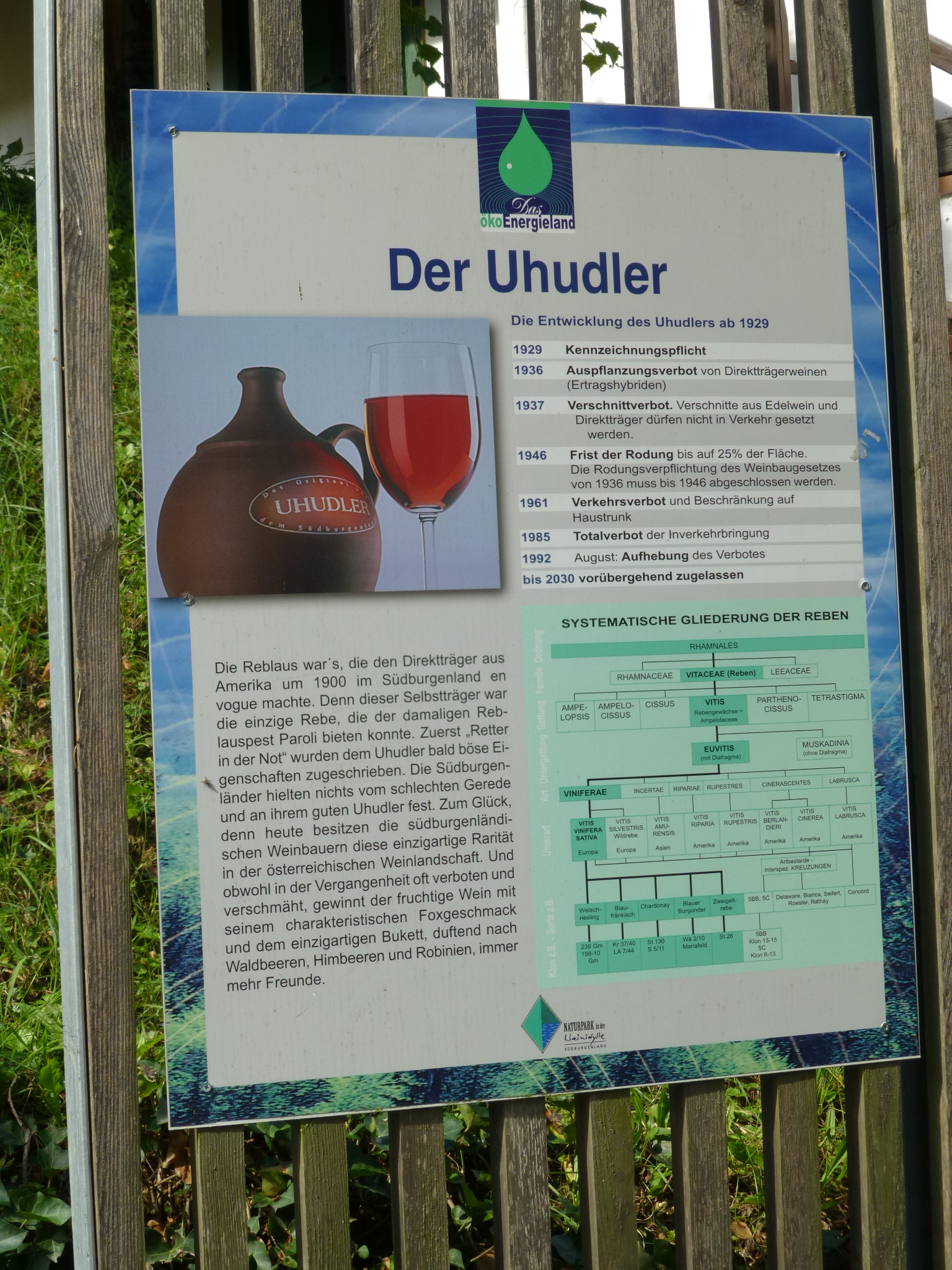
Bordje met informatie over de Uhudler-wijn.

Uhudler is een wijn uit het Oostenrijkse Burgenland. In tegenstelling tot andere Europese wijnen is deze niet gemaakt van vitis vinifera druiven, maar van Amerikaanse variëteiten.

## Geschiedenis
Al voor de phylloxera uitbraak in Europa werden er op beperkte schaal ook Amerikaanse druivenstokken voor vinificatie van wijn aangeplant. Het waren de Amerikaanse stokken die de druifluis konden weerstaan, hetgeen in het Burgenland opviel. Hoewel de onderstam toen is gebruikt om de vitis vinifera - de Europese "edele druivensoorten" - erop te enten, is men in het Burgenland doorgegaan met het maken van wijn uit de pure "Amerikaanse" druiven. Hoewel het van 1937 tot 1 augustus 1992 bij wet verboden is geweest wegens de "inferieure kwaliteit wijn" die de druif zou voorbrengen. Consumenten van de wijn konden zichzelf niet meer in de hand houden, beweerden zij. Van 1961 tot 1985 was het alleen voor persoonlijk gebruik nog toegestaan de wijn te maken. Officieel is de Uhudler nu toegestaan tot het jaar 2030.

## Druiven en de wijn

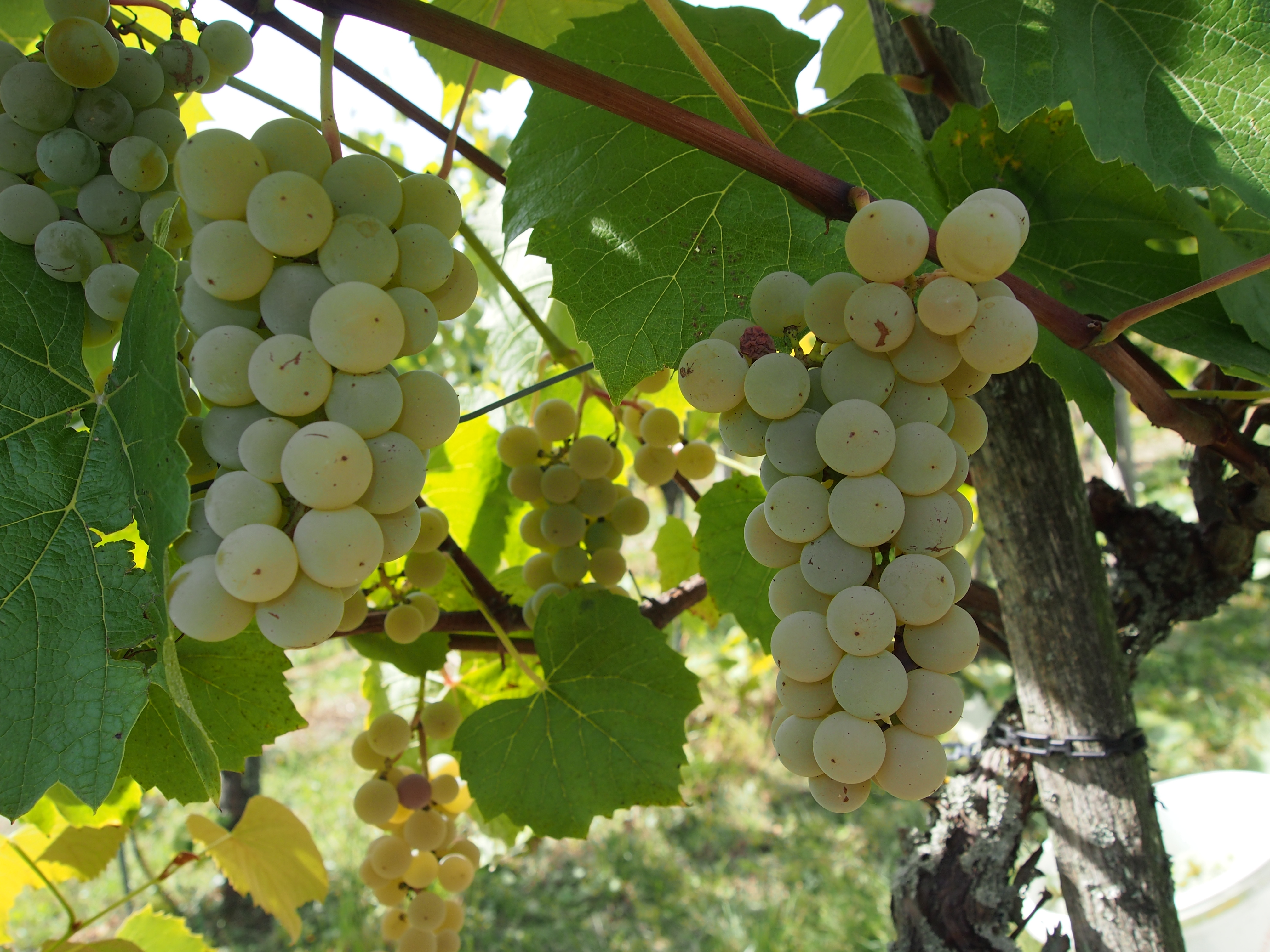
Rijpe Noah-druiven.

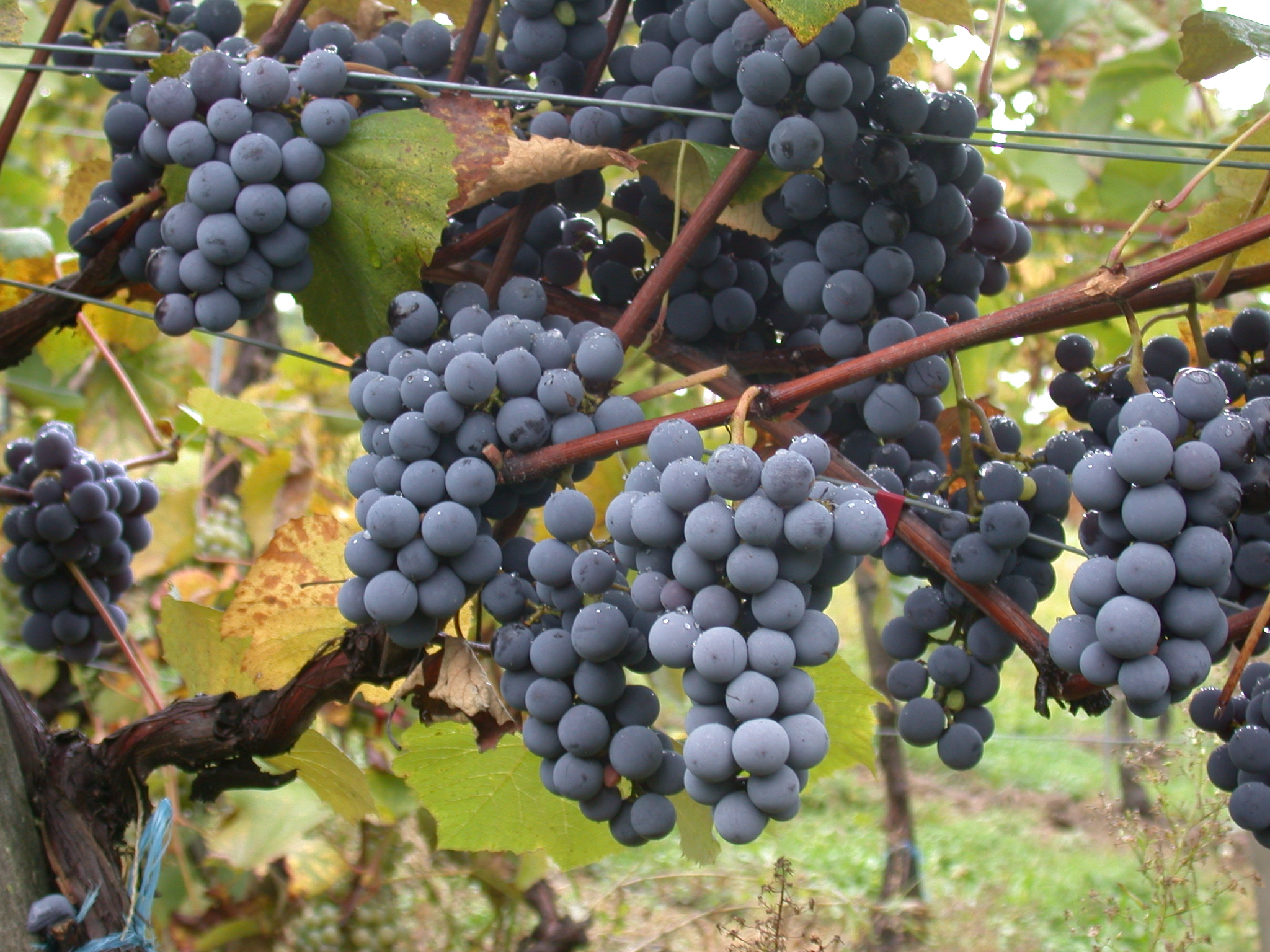
Rijpe Concord-druiven (=Ripatella).

In de zuidelijke districten Güssing en Jennersdorf - een gebied ongeveer 70 kilometer ten oosten van Graz, tegen de Hongaarse grens - wordt deze typische regionale wijn gemaakt.
Gebruikte druiven zijn onder andere de rassen Isabella, Noah, Concord en Ripatella. Vanwege hun resistentie tegen de phylloxera en schimmelziekten hoeven deze niet met chemicaliën behandeld te worden waardoor zij als biologisch product op de markt kunnen worden gebracht. 
Afhankelijk van de gebruikte druif en bewerking van de wijnproducent, kan de kleur variëren van lichtgeel tot strogeel voor wat betreft de witte Uhudler. De rode kan lichtrosé, kersenrood of steenrood zijn. Doorgaans wordt de wijn in flessen verkocht, maar er is ook een speciaal hiervoor aardewerken kruik ontworpen, de Uhudler blutzer of -plutzer.
De wijn is voor velen niet erg toegankelijk. Zij ruikt en smaakt namelijk "foxy", gearomatiseerd, muskus-achtig, fruitig, droog en vaak met strakke zuren. Soms koolzuurhoudend.
Enkele wijnboeren destilleren uit de wijn ook wel zogenaamde Uhudlerbrand of maken er likeur van.
In 1989 is de vereniging "Verein der Freunde des Uhudler" opgericht ten behoeven van kwaliteitsgarantie, projecten en marketing van het product. De leden - meer dan driehonderd - zijn vooral deeltijd-wijnboeren.

## Naamgeving
De naam voor deze wijn hebben de vrouwen van de wijnboeren eraan gegeven. Volgens hen zag hun gezicht eruit als een uil of uhu (uhu is de Duitse naam voor een oehoe) - vanwege de kringen onder hun ogen - als ze van het werk terugkwamen na een lange tijd hard gewerkt te hebben en/of te veel in de wijnkelders van deze wijn hadden gedronken.
Mogelijk kan de naamgeving ook komen van een kleipot met twee gaten, de “Udler”. Het ene gat om uit te drinken, de andere om de lucht in de pot toe te laten. De gaten symboliseren dan de ogen van een oehoe.

## Varia
De toch wel typische druiven die men in het gebied verbouwt, worden aldaar ook gebruikt of verwerkt in (druiven)sap, azijn, jam, pralines, worst, kaas en huidcrème.